# بروز تجمعی
بروز تجمعی، یا نسبت بروز، یک معیار فراوانی است، که در اپیدمیولوژی، معیاری برای فراوانی بیماری در طول یک دوره‌ٔ زمانی است. جایی که کل طول عمر به عنوان یک دوره‌ٔ زمانی در نظر گرفته شود، نسبت بروز، ریسک طول عمر نامیده می‌شود. 
بروز تجمعی، به عنوان احتمال این‌که یک رویداد خاص، مانند بروز یک بیماری خاص پیش از یک زمان معین روی دهد تعریف می‌شود. این معادل با بروز است، که با در یک دوره‌ٔ زمانی با در نظر گرفتن ریسک همهٔ اعضای جامعه برای بروز آن رویداد محاسبه شود، که گاهی نیست به عنوان نسبت بروز یاد می‌شود.
بروز تجمعی، با تقسیم موارد جدید بر کل سوژه‌های مطالعه در ابتدای مطالعه به دست می‌آید. 
بروز تجمعی، همچنان می‌تواند با تقسیم کردن نرخ بروز بر طول مدت زمان به دست آید: 
{\displaystyle CI(t)=1-e^{-IR(t)\cdot D}\,.}

## هم‌چنین نگاه کنید
- نرخ حمله
- اپیدمیولوژی